# Évariste Ngoyagoye
Évariste Ngoyagoye, né le 3 janvier 1942 à Jenda, est un prélat burundais, évêque puis archevêque de Bujumbura de 1997 à 2018.

## Biographie
Évariste Ngoyagoye est né le 3 janvier 1942 à Jenda, dans la province de Bujumbura  au Burundi. Ordonné prêtre par le pape Paul VI le 6 janvier 1966 pour le diocèse de Bujumbura, il est nommé évêque de Bubanza le 6 juin 1980 puis ordonné le 24 août par Donato Squicciarini. Le 21 avril 1997, il est transféré au diocèse de Bujumbura. Ce dernier étant élevé au rang d'archidiocèse le 25 novembre 2006, il devient donc archevêque de Bujumbura.
Entre 1986 et 1989 puis 2007 et 2011, il est président de la Conférence des évêques catholiques du Burundi (CECAB).
Il se retire le 24 mars 2018 à l'âge de 76 ans. 

### Tentative d'attentat
Le 31 mai 2015, une tentative d'attentat contre le prélat est déjouée lorsqu'un des assaillants putatifs la dévoile,.

## Succession apostolique
Évariste Ngoyagoye a ordonné les évêques suivants :
- Évêque Jean Ntagwarara (de) (1998)
- Évêque Venant Bacinoni (de) (2007)